# Zeche Glücksfortgang (Hagen)
Die Zeche Glücksfortgang ist ein ehemaliges Steinkohlenbergwerk in Hagen-Bathey. Obwohl das Bergwerk eine über 50-jährige Geschichte hat, wird nur wenig darüber berichtet.

## Bergwerksgeschichte
Über die Vorgeschichte des Bergwerks fehlen jegliche Angaben, im Jahr 1786 war es bereits in Betrieb. Mindestens ab dem Jahr 1796 war das Bergwerk wieder außer Betrieb. Am 29. August 1838 wurde das Grubenfeld verliehen. Am 1. März des Jahres 1839 wurde die Zeche erneut in Betrieb genommen. Es wurde ein alter Förderschacht wieder aufgewältigt. In diesem Jahr wurden 787½ preußische Tonnen Steinkohle gefördert. Im Jahr 1840 wurden zunächst noch bis zur Jahresmitte 2170⅝ preußische Tonnen Steinkohle gefördert. Am 20. Juli desselben Jahres wurde die Zeche wiederum stillgelegt. Wegen Nichtzahlung der Gebühren fiel das Grubenfeld später auch ins Bergfreie. Im Jahr 1859 wurde die Berechtsame mit dem Namen Peter Wilhelm neu verliehen, die Verleihung des Geviertfeldes unter dem Namen Peter Wilhelm erfolgte am 31. August desselben Jahres. Nachfolgend war die Zeche Peter Wilhelm um das Jahr 1874 und von 1919 bis 1922 nachweislich in Betrieb. Wann das Bergwerk stillgelegt wurde, ist aus den Unterlagen nicht ersichtlich.

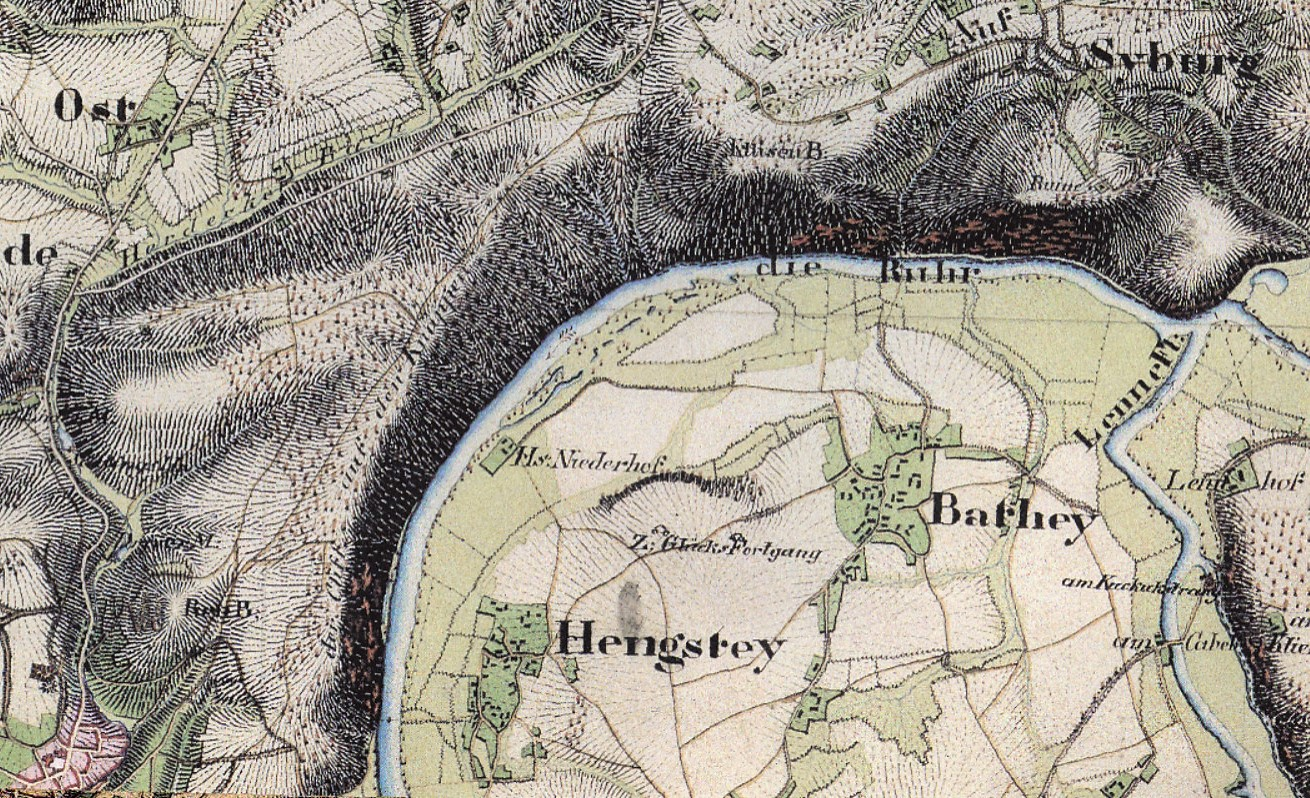
Urkarte von 1836–1850 mit der Lage der Zeche Glücksfortgang